# 2016.
◄ | 20. stoljeće | 21. stoljeće | 22. stoljeće | ►
◄ | 1980-ih | 1990-ih | 2000-ih | 2010-ih | 2020-ih | 2030-ih | 2040-ih | ►
◄◄ | ◄ | 2013. | 2014. | 2015. | 2016. | 2017. | 2018. | 2019. | ► | ►►
Arhitektura • Astronautika • Astronomija • Biologija • Film • Fotografija • Glazba • Kazalište • Kemija • Kiparstvo • Knjige • Književnost • Kršćanstvo • Meteorologija • Medicina • Planinarstvo • Politika • Pravo • Promet • Slikarstvo • Strip • Šport • Televizija • Znanost • Zrakoplovstvo • Željeznički promet
Godina 2016. (MMXVI) bila je prijestupna godina. Započela je u petak, a prvi tjedan 2016. godine počeo je siječnja (po ISO definiciji prvi tjedan u godini je tjedan koji u sebi ima četvrtak) te je ukupno imala 52 tjedna.  Bila je 7. godina drugog desetljeća 21. stoljeća i 16. godina trećeg tisućljeća.
- Međunarodna godina mahunarki
- Međunarodna godina razumijevanja

2016. obilježili su nastavak Europske migracijske krize, posebno u Južnoj Italiji i Grčkoj, gdje su izbjeglice iz aijskih i afričkih zemalja nastavie dolaziti tijekom cijele godine. Radi posljedica i problema s prevelikim brojem useljenika, pogoršali su se međusobni odnosi Europske unije i Turske, koje su tijekom jeseni bili i prekinuli pregovore o pristupanju nakon niza međusobnih ultimatuma. Najveća i najteža posljedica migracijske krize i Građanskoga rata u Siriji bili su brojni teroristički napadi na području Europe, Turske (uglavnom Istanbula) i Bliskog Istoka. Kao odgovor na napade, pojedine članice EU (Francuska, Belgija, Njemačka) aktivnije su se uključili u Građanski rat u Siriji.
Nakon neuspješnog pokušaja državnog udara, turski predsjednik Recep Tayyip Erdoğan otpustio je i smijenio 20.000 ljudi, ukinuo na desetke različitih tiskanih i internetskih medija, djelomično promijenio Ustav i u više navrata pokušao uvesti smrtnu kaznu. Zbog toga su brojne države prekinule diplomatske odnose s Turskom, a Erdoganov režim oštro su osuđivali Ujedinjeni narodi, SAD, sve članice Europske unije, Kanada, Australija, kao i Reporteri bez granica koji su upozorili na drastično smanjenje prva govora i javnog mijenja. Rusija se uključivši u rat u Siriji, počela je pogodovati režimu Bašara al-Asad i potaknula Tursku u borbi protiv Kurda, jedinih koji su se uspješno borili protiv islamskih terorističkih skupina, od Al-Qaida do Islamske države.
Međunarodnu političku scenu obilježio je Brexit i ostavka Davida Camerona,kojega je naslijedila Theresa May. Najveće zanimanja svjetskih medija pobudili su Američki predsjednički izbori na kojima je pobjedu odnio konzervativni Donald Trump, unatoč vrlo pristranim navijanjima za Hillary Clinton, čija se pobjeda najavljivala od početaka kampanje. Posljednja godina mandata Baracka Obame bila je obilježena političkom korupcijom i pogoršanjem odnosa s Rusijom. Na izborima za novog glavnog tajnika UN-a pobijedio je Portugalac António Guterres i tako naslijedio Ban ki-muna na toj dužnosti.
Od vjerskih događaja, svijet je obilježio Svjetski susret mladih u Krakowu, prvi javni istupi pape u miru Benedikta XVI. i izdavanje njegove knjige sjećanja. Na kubanskome tlu Papa Franjo i partijarh Ruske pravoslavne crkve i potpisali zajedničku povelju o poboljšanju odnosa i time slžbeno započeli ekumenizaciju Katoličke i Pravoslavne crkve. Među najvažnijim vjerskim događajima u 2016. ističe se i proglašenje Majke Terezije svetom i Jubilej godine milosrđa. Od prirodnih nepogoda, najviše žrtava odnijeli su jaki potresi u Središnjoj Italiji i ljetni uragani na području istočnoameričke, filipinske i indokineske obale.
U kolovozu su u Rio de Janeiru održane Olimpijske igre, prve u Južnoj Americi i nakon Sydneya 2000., druge na Južnoj polutci, obilježene brojnim kontroverzama i uspjesima Michaela Phelpsa i Usaina Bolta. Od ostalih važnijih višešportskih natecanja valja istaknuti Europsko nogometno prvenstvo u Francuskoj, gdje je europskim prvakom postao Portugal, Europsko rukometno prvenstvo u Poljskoj, Svjetsko atletsko dvoransko prvenstvo u američkom Portlandu, Paraolimpijske igre i dr. Za predsjednika FIFA-e je nakon korupcijskih skandala Micela Platinija izabran Švicarac Gianni Infantino. Športsku 2016. obilježili su i brojni dopinški skandali ruskih športaša, zbog čega je Rusija na brojnim velikim športskim natjecanjima (uključujući Olimpijske igre) nastupala u smanjenjim sastavima ili uopće nije nastupala.

## Događaji

### Siječanj
- 1. siječnja
  - Nizozemska je od Luksemburga preuzela šestomjesečno predsjedanje Europskom unijom.[1]
  - Njemačka započela predsjedanjem OESS-a.[2]
  - Wrocław i Donostia-San Sebastián postaju europski glavni gradovi kulture.
  - Stupio na snagu Sporazuma o slobodnoj trgovini između Ukrajine i Europske unije.[3]
- 2. siječnja – U Saudijskoj Arabiji pogubljeno 47 ljudi, uključujući i šijitskog vođu Nimra al-Nimra. Time dolazi do velikih prosvjeda u mnogim zemljama te zahlađivanja diplomatskih odnosa između Saudijske Arabije i Irana.
- 3. siječnja –  Iranski demonstranti upali su rano ujutro u ambasadu Saudijske Arabije u Teheranu; Saudijska Arabija prekida diplomatske veze s Iranom.[4]
- 4. siječnja
  - Kraljevina Bahrein i Sudan prekinuli su diplomatske odnose s Iranom i pozvali iranske diplomate da napuste zemlju u roku od 48 sati, dok su Ujedinjeni Arapski Emirati odlučili da odnose spuste na niži nivo.
  - Snažan potres u Indiji i Bangladešu, ostavljajući najmanje 10 mrtvih i 160 ranjenih.[5]
- 5. siječnja – Kuvajt povlači ambasadora iz Irana zbog napada na diplomatsko predstavništvo Saudijske Arabije.
- 6. siječnja – Sjeverna Koreja izjavila kako su testirali hidrogensku bombu.[6]
- 8. siječnja – Uhvaćen meksički narkobos Joaquin Guzman i šef kartela Sinaloa, poznatiji pod nadimkom El Chapo, nakon što je u srpnju 2015. pobjegao iz strogo čuvanoga zatvora.[7]
- 12. siječnja – U bombaškom napadu u Istanbulu poginulo 10 osoba, od čega 9 njemačkih državljana.
- 14. siječnja
  - Nekoliko eksplozija i pucnjava s početkom 10:50 sati po lokalnom vremenu (UTC+7)[8] ubilo je 7, a ranilo 24 ljudi u terorističkom napadu u Jakarti.[8]
  - Jimmy Morales postaje 50. predsjednik Republike Gvatemale.
- 16. siječnja
  - Međunarodna agencija za nuklearnu energiju (IAEA) objavila je kako je Iran ispunio sve točke sporazuma o kontroli nuklearnog programa čime su Ujedinjeni narodi odmah ukinuli sankcije.
  - Predsjednički izbori u Tajvanu.
- 18. siječnja – Sedam država Europske unije zbog izbjegličke krize ukinulo Schengen.
- 20. siječnja – Astronomi Michael E. Brown i Konstantin Batygin su objavili studiju u kojoj navode kako, izvan orbite Plutona, postoji još jedan veliki planet ("Deveti planet"). Njegova masa mogla bi biti oko 5000 puta veća od Plutonove.
- 21. siječnja – Potres magnitude 6,6 pogodio je obalu Meksika.
- 22. siječnja
  - U terorističkom napadu, kojeg su izveli Islamisti, ubijeno je 20 ljudi na plaži Lido u Mogadišuu u Somaliji.[9]
  - Tihomir Orešković imenovan novim predsjednikom Vlade Republike Hrvatske.
- 27. siječnja: Potvrđen prvi slučaj zaraze neizlječivim virusom zika u Europi (Danska), koji napada živčani sustav novorođenčadi.
- 28. siječnja: 
  - Nakon tri dana crnogorski parlament izglasao povjerenje vladi Mila Đukanovića.[10]
  - Sunčana Glavak, bivša HDZ-ova saborska zastupnica i članica stožera za odnose s javnošću HDZ-a, imenovana je glasnogovornicom Trinaeste Vlade Republike Hrvatske.[11]
- 29. siječnja: 
  - Od početka europske izbjegličke krize 2015. u Hrvatsku je ušlo 615.000 migranata, a tijekom 29. siječnja 3.565 migranata.[12]
  - Započeo 190. Samoborski fašnik, čime Samobor je na dva tjedna postao Slobodna Fašnička Republika.[13]
- 30. siječnja: Tisuće Talijana izašlo na ulice prosvjedujući protiv gej brakova i prava na posvajanje djece.[14]
- 31. siječnja: Boko Haram pobio najmanje 65 ljudi blizu grada Maidugurija u saveznoj državi Borno na sjeveru Nigerije.[15]

### Veljača
- 1. veljače: U Ženevi službeno započeli mirovni pregovori o Siriji.[16]
- 3. veljače: Američki Centar za kontrolu i prevenciju bolesti službeno potvrdio da se Zika virus prenosi i spolnim putem.[17]
- 6. veljače: Zagrebačka filharmonija održala koncert u Carnegie Hallu.[18]
- 11. veljače: Znanstvenici objavili otkriće gravitacijskih valova, putujućim deformacijama prostor-vremena čije je postojanje pretpostavila Einsteinova teorija relativnosti.[19] Smatra se da je ovo otkriće najvažnije nakon otkrića Higgsove čestice.[20][21]
- 12. veljače: Povijesni prvi susret između pape Franje, poglavara Rimokatoličke Crkve i moskovskoga patrijarha Kirila, poglavara Ruske Pravoslavne Crkve, u Havani. To je prvi susret jednog rimskog pape i ruskoga patrijarha, simboličan trenutak koji se nastavlja na desetljećima dug proces koji vodi do čvršćih odnosa između Katoličke i Pravoslavne Crkve koje su se odvojile nakon raskola 1054. Prilikom susreta potpisana je zajednička deklaracija pape Franje i patrijarha Kirila.[22]
- 16. veljače – Znanstvenici iz Centra za istraživanje karcinoma Fred Hutchinson u američkoj saveznoj državi Washington pronašli revolucionarnu metodu za liječenje akutne limfoblastične leukemije.[23] Onkolozi su u novom istraživanju utjecali na T-limfocite, vrstu bijelih krvnih zrnaca pacijenata uz pomoć posebnih molekula kako bi im omogućili da prepoznaju i napadnu stanice tumora te ih potom vraćali u tijelo pacijenata kroz infuziju.[24]
- 17. veljače – U Ankari eksplodirala auto bomba na vojnom vozilu i ubila najmanje 28 ljudi, a 61 osobu ranila.[25]
- 19. veljače – Austrija ograničila broj migranata na 3.200 dnevno kako bi spriječila priljev migranata zbog europske migracijske krize.[26]
- 20. veljače
  - Premijer Ujedinjenog Kraljevstva David Cameron objavio je kako će se referendum o članstvu UK u EU održati 23. lipnja 2016. godine.
  - Yoweri Museveni, često nazivan i "blagonakloni diktator", osvojio je, nakon 30 godina vlasti, peti predsjednički mandat na izborima u Ugandi, sa 60,75 % glasova.
- 22. veljače
  - Kubanski predsjednik Raul Castro najavio je mobilizaciju čak 9.000 vojnika kako bi pokušali eliminirati žarišta komaraca i sačuvati zemlju od epidemije virusa zika.
  - Sirijski predsjednik Bašar al-Asad raspisao je parlamentarne izbore za 13. travnja ove godine. Posljednji parlamentarni izbori u Siriji bili su 2012. godine, a održavaju se svake četiri godine.

### Ožujak
- Adenski pokolj
- 4. ožujka – Mediji objavili dokaze o skandalu Petrobras, u koji je bio upleten i bivši brazilski predsjednik Lula da Silva. Uhićen je istoga dana radi ispitivanja i suđenja.
- 9. ožujka
  - Računalni program AlphaGo pobijedio svjetskog prvaka u gou Leeja Sedola 4:1 na prvom srazu takve vrste održanom u Seoulu.
  - Započelo snimanje 8. filmskog nastavka Ratova zvijezda u Dubrovniku.
- 10. ožujka – U Srbiji proglašeno izvanredno stanje zbog jakih poplava. (do 15. ožujka)
- 13. ožujka –  Izbori u tri njemačke savezne zemlje: CDU gubi u Baden-Württembergu i Rheinland-Pfalzu, zadržava Sachsen-Anhalt, napredak Alternative za Njemačku i pad SPD-a.
- 14. ožujka
  - Ruski predsjednik Vladimir Putin naredio povlačenje većeg dijela ruskih vojnih snaga iz Sirije s obrazloženjem da je većina ciljeva ispunjena.
  - Počeo prvi krug mirovnih pregovora u Ženevi oko Građanskoga rata u Siriji.
  - U svemir je lansirana prva rusko-europska svemirska letjelica i sonda ExoMars Trace Gas Orbiter s ciljem proučavanja Marsa.
- 18. ožujka: Europska migracijska kriza: Dogovor Europske unije i Turske, prema kojem je dio useljenika vraćen preko Grčke nazad u Tursku.
- 20. ožujka – Američki predsjednik Barack Obama sudjelovao u povijesnom posjetu Kubi, prvom nakon kraja hladnog rata.
- 22. ožujka – U terorističkim napadima islamista u zračnoj luci i u metrou u Bruxellesu poginulo je 35 osoba, a ranjeno više od 300.[27]
- 24. ožujka – Haaški sud je prvostupanjskom presudom Radovana Karadžića osudio na 40 godina zatvora.[28]
- 27. ožujka
  - Građanski rat u Siriji: Snage sirijske vlade odane Bašar al-Asadu povratile grad Palmiru od tzv. Islamske države.
  - Talibanski bombaš samoubojica ubio preko 70 osoba, uglavnom žena i djece, u parku u Lahore, Pakistan. Meta su bili kršćani koji su tih dana slavili Uskrs.
- 28. ožujka – Svečano otvoren Stadion Campeón del Siglo u Montevideu s kapacitetom od 40.000 mjesta.[29] Ukupna cijena izrgradnje iznosila je 40 milijuna američkih dolara,[30][31] a građen je prema nacrtima arhitekta Luisa Rodrigueza Tellada. Zauzima površinu od 30.000 četvronih metara.[32]
- 30. ožujka – U Mijanmaru Htin Kyaw, suradnik Aung San Suu Kyi, izabran za prvog civilnog predsjednika te zemlje od 1962. godine.
- 31. ožujka – Haaški sud je prvostupanjskom presudom Vojislava Šešelja oslobodio krivnje po svim točkama optužnice.[33]

### Travanj
- 4. travnja – objavljeni Panamski dokumenti, 11,5 milijuna dokumenata panamske pravne firme Mossack Fonseca dostavljeno medijima kao bi iščitali brojne državnike, športaše, bogataše, milijardere i glumce umiješane u pronevjere novca, utaje poreza i skrivanje dijela imovine.
- 5. travnja – Panamski dokumenti: Islandski predsjednik vlade Sigmundur Davíð Gunnlaugsson dao ostavku nakon što je javnost saznala za njegovu umiješanost u spomenutu međunarodnu prevaru.
- 7. travnja – Kosovski predsjednik Hashim Thaçi poloio svečanu zakletvu. Inauguracija je održana sljedećega dana.
- 10. travnja – Više od 100 mrtvih od požara izazvanog vatromeom u hinduističkom hramu na jugu Indije.
- 12. travnja – Makedonski predsjednik pomilovao (abolirao) sve političare protiv kojih se vode sudski postupci zbog prislušivanja i odavanja dravnih tajni, što je izazvalo velike prosvjede u cijeloj zemlji
- 13. travnja – Tijelo svetog Leopolda Mandića stiglo u Zagreb. U narednim danima desetci tisuća vjernika iz svih dijelova Hrvatske i Bosne i Hercegovine pohodilo je njegovo izloženo tijelo u Zagrebačkoj katedrali i Crkvi sv. Leopolda Mandića u Dubravi.
- 14. – 16. travnja – U nizu potresa u Kumamotu i okolini poginuo je 41 čovjek, ranjeno je više od 3 129 ljudi, a 11 ljudi je nestalo.[34]
- 14. travnja – Za novoga predsjednika vlade Ukrajine izabran Volodimir Grojsman.
- 16. travnja – U potresu u Ekvadoru poginulo je više od 350 i ranjeno preko 2 500 ljudi.[35]
- 18. travnja – Na HRT-u se počeo prikazivati igrano-dokumentarni serijal Republika o Dubrovačkoj Republici.[36]
- 24. travnja – Izvanredni parlamentarni, pokrajinski i lokalni izbori u Srbiji. Pobijedila je nacionalistička i neofašistička Srpska napredna stranka uz žestoke prosvjede oporbenih stranka koje nisu prešle izborni prag.
- 26. travnja – Nakon 555 dana završio braniteljski prosvjed Sto posto za Hrvatsku ispred zgrade Ministarstva branitelja u Zagrebu.
- 29. travnja – Građanski rat u Siriji: Vladine snage izvršile zračni napad na Alep, pod kontrolom pobunjenika, i nehotično bombardirale gradsku bolnicu. Poginulo je nekoliko pacijenata, a ranjena je većina medicinskoga osoblja, koje su pobunjenici kasnije pobili.[37]
- 30. travnja – Politička kriza u Iraku, šiitski prosvjednici upali u zgradu parlamenta.

### Svibanj
- 2. svibnja
  - Leicester City F.C. osvojio prvu englesku nogometnu ligu na iznenađenje nogometnog svijeta. Na početku prvenstva, nogometni stručnjaci dali su mu šasne od 1:5000
  - Kosovski nogometni savez primljen u UEFA-u na što je Srpski nogometni savez odgovorio tužbom. Tuba je ubrzo odbačena zbog neutemeljenosti i nedostatka motiva.
- 3. svibnja – Američki predsjednički izbori: Donald Trump pobjedom u Indiani osigurao nominaciju Republikanske stranke.
- 4. svibnja
  - Turski predsjednik vlade Ahmet Davutoğlu odstupio s dužnosti nakon neslaganja s politikom predsjednika Erdoğana.
  - Europska komisija ukinula vize za Kosovo.
  - Na ponovljenim izborima na 15 biračkih mesta u Srbiji, oporbena koalicija DSS-Dveri prešla izborni prag.
- 7. svibnja – Svečano je uz prisustvo oko 15.000 vjernika otvorena obnovljena Ferhat-pašina džamija u Banjoj Luci koja je bila do temelja srušena točno 23 godine ranije.[38]
- 9. svibnja
  - Austrijski kancelar Werner Faymann dao ostavku na mjesto kancelara, nakon što kao socijaldemokratski kadidat nije proao u drugi krug predsjedničkih izbora.
  - Davaoa Rodrigo Duterte izabran za predsjednika Filipina. Odmah je najavio žestoki obračun s narkomafijom.
- 12. svibnja – Brazilski senat suspendirao predsjednicu Dilmu Rousseff zbog brojnih korupcijskih afera i skandala te pronevjere novca.
- 13. svibnja – Kosovo i Gibraltar primljeni su kao punopravni članovi u krovnu svjetsku nogometnu organizaciju FIFA-u.[39]
- 15. svibnja – Najveći putnički brod na svijetu Harmony of the Seas započeo sa službom.
- 18. svibnja – Makedonski parlament otkazao unaprijed dogovorene parlamentarne izbore zbog bojkota oporbe.
- 19. svibnja
  - Zrakoplov na letu 804 Egypt Aira je pao u Sredozemno more na putu između Kaira i Pariza pri čemu je poginulo 66 ljudi.[40]
  - U Bruxellesu potpisan sporazum o početku pregovora o pristupanja Crne Gore NATO-u.
  - Oliver Frljić, kazališni redatelj, nakon niza kontrverznih i uvredljivih predstava smiljenjen s dužnosti intendanta HNK u Rijeci. Za njegovu smjenu bili su svi članovi kazališnog ansambla.
  - U toplinskom valu u Indiji u radžastanskom mjestu Palodi izmjeren 51 °C, tada najviša vrijednost ikada postignuta u Indiji.
- 21. svibnja – Vođa afganistanskih talibana Akhtar Mansour ubijen u napadu američkog drona u Pakistanu.
- 22. svibnja – Austrijski predsjednički izbori: kandidat Zelenih Alexander Van der Bellen tijesno pobijedio Norberta Hofera iz Slobodarske stranke.
- 23. svibnja – Sirijski građanski rat: prvi teroristički napadi na obali, oko 150 mrtvih u Tartusu i Džabli.
- 30. svibnja – Bivši čadski predsjednik Hissène Habré osuđen je na doživotnu kazne zatvora za počinjene zločine protiv čovječnosti između 1982. i 1990. godine. On je ujedno i prvi afrički diktator koji je osuđen za zločin protiv čovječnosti i koji je uopće bio procesuiran.[41]

### Lipanj
- 1. lipnja – Otvoren je najdulji tunel na svijetu, Gotardski bazni tunel u Švicarskoj dugačak 57.09 km.[42]
- 4. lipnja – Vaterpolski klub Jug iz Dubrovnika osvojio je svoj ukupno četvrti naslov prvaka Europe, čime je Hrvatska čiji su klubovi 14 puta bili prvaci i 9 puta doprvaci postala najuspješnija država u povijesti vaterpolske Lige prvaka.[43]
- 29. lipnja – Ruski predsjednik Vladimir Putin produžio je zabranu (embargo) na uvoz hrane iz Europske unije do kraja 2017. godine. Odluka je uslijedila kao odgovor na produljenje sankcija Rusiji od strane EU-a.[44][45]
- 30. lipnja – Otvoren 11. Siscia Open Jazz & Blues Festival u Sisku pod pokroviteljstvom INA-e, Ministarstva kulture RH i Sisačko-moslavačke županije.[46]

### Srpanj
- 1. srpnja – Otvoren 17. Međunarodni festival komornog teatra Zlatni lav u Umagu, revija suvremenog kazališta, koji je trajao do 10. srpnja.[47][48]
  - Otvoren trodnevni 16. Liburnia Jazz Festival u Opatiji na kojem su nastupili jazz glazbenici iz Hrvatske (Marko Ramljak, Filip Novosel), Europe i svijeta. Festival je zatvoren 3. srpnja na terasi hotela Kvarner izvedbom Oridano Gipsy Jazz Banda.[49]
  - Otvoren granični prijelaz Batina nakon što je bio zaustavljen promet i s hrvatske i sa srpske strane radi srpječavanja nedozvoljenog ulaska izbjeglica u Republiku Hrvatsku.[50]
  - U Hong Kongu je u studentksim prosvjedima sudjelovalo 110.000 ljudi, a nosili su natpise na kojima su Peking nazvali totalitarnim režimom, a policija je upotrijebila i suzavac.[51]
  - Četvorica pirotehničara poginula, a jedan je ranjen u eksploziji na strelištu vojnog poligona u Budimpešti.[52]
- 2. srpnja – Sopranistica Elvira Hasangić iz Njemačke proglašena pobjednicom Međunarodnog natjecanja mladih opernih pjevača "Zinka Milanov" u Rijeci.[53]
  - Zatvoren 56. Međunarodni dječji festival u Šibeniku na tvđavi sv. Mihovila. U svečanosti zatvaranja izvedena je opera Ero s onoga svijeta u trosatnoj izvedebi kulturno-umjetničkih društava iz Šibenika.[54]
  - Violončelistićki dvojac 2Cellos održao besplatni koncert na zagrebačkom Trgu kralja Tomislava pred 50.000 posjetitelja, među kojima su bili i Nina Badrić i Ivana Husar Mlinac.[55]
  - Bivši članovi Mosta nezavisnih lista osnovali su stranku Promijenimo Hrvatsku, a za prvog predsjednika izabran je Ivan Lovrinović.[56]
  - U napadu na restoran u Dhaki otmičari su pobili 20 talaca, među kojima devetero Talijana, sedmero Japanaca te jednu amerićku državljanku. Nakon 12-satne talačke krizre policija je pokrenula operaciju spašavanja, u kojoj je spasila 13 talaca, dok su ostali ubijeni hladnim oružjem. Odgovornost za teroristički naopad preuzela je Islamska država.[57][58]
- 3. srpnja – 250 ljudi ubijeno je u samoubilačkom napadu autobombom u iračkom gradu Bagdadu. Uz smrtno stradale ranjeno je oko 300 osoba, a odgovornost za napad u trgovačkoj četvrti karada preuzela je Islamska država. Nakon napada, irački ministar unutarnjih poslova al-Gaban je odstupio s dužnosti.[59]
- 4. srpnja – U Zagrebu je svečano otvoren Park Kate Šoljić, majke koja je u Domovinskom ratu izgubila četiri sina.[60]
  - Počelo 8. Regionalno vojno natjecanje u malom nogometu u vojarni "Sv. Nikola" u splitskoj vojnoj luci Lori, u kojem sudjeluju momčadi oružanih snaga Hrvatske, Slovenije, Bosne i Hercegovine, Crne Gore i Makedonije.[61]
- 5. srpnja – Najmanje 93 osobe poginule u klizištima i poplavama uzrokovanim obilnim kišama u Kini. Državna agencija Xinhua objavila je da su vremenske nepogode u Kini oigodile 11 pokrajina diljem zemlje, uništeno je 22.000 domova i raseljeno 726.000 stanovnika.[62]
  - U nesreći turskog vojnog helikoptera poginulo je sedam ljudi nakon što se letjelica srušila u crnomorskoj regiji na sjeveroistoku zemlje.[63]
- 10. srpnja – Obznanjeno je važno arheološko otkriće filistejskog groblja u blizini Aškelona.[64]
  - Portugal je iznenađujuće osvojio svoj prvi naslov europskog prvaka u nogometu pobijedivši u završnici domaćina Francusku 1:0 u produžecima.[65]
- 12. srpnja – Dovršen je divovski, 58 m visoki i 1 320 t teški, spomenik kineskom nacionalnom junaku Guan Yuu u Jingzhouu.[66]
- 14. srpnja – U islamističkom terorističkom napadu u Nici poginule su 84 osobe.[67]
- 15. srpnja – Srednjovjekovni nadgrobni spomenici stećci uvršteni su na UNESCO-ov popis svjetske kulturne baštine, kao zajedničko blago Bosne i Hercegovine, Hrvatske, Srbije i Crne Gore.[68]
- 16. srpnja – U pokušaju državnoga udara u Turskoj poginule su najmanje 194 osobe.[69]

### Kolovoz
- 24. kolovoza – U nizu jakih potresa u središnjoj Italiji poginulo je 120, a ranjeno 368 ljudi.[70]

### Rujan
- 4. rujna – Papa Franjo je u Vatikanu proglasio Majku Terezu svetom: učinio je to dan uoči 19. godišnjice njezine smrti, na misi kojoj je na Trgu svetog Petra u Rimu nazočilo oko sto tisuća vjernika.[71]

### Listopad
- 16. listopada – U zabavnom parku u Hong Kongu umrla je najstarija panda na svijetu imena Jia Jia.[72] Rodila se u kineskoj pokrajini Sečuan, a s doživljenih 38 godina života ušla je u Guinnessovu knjigu rekorda kao najstarija panda koja je boravila u zatočeništvu.[73]
  - Oko 200.000 ljudi izašlo je na ulice Pariza i prosvjedovalo protiv spornog zakona o istospolnim brakovima uoči predsjedničkih izbora.[74]
  - Završen 10. Međunarodni sajam pršuta (ISAP 2016) u Tinjanu rezanjem drniškog pršuta teškog 22,5 kiograma i dugačkog 103,5 centimetara, zbog čega je ušao u Guinessovu knjigu rekorda.[75]
  - Otvoren obnovljeni Zagrebački zoološki vrt, u kojem je nakon dvije godine obnove i utrošenih 40 milijuna kuna izgrađen kompleks "Madagaskar" s nastambom prstenastorepih lemura te madagaskarskih pletilja i papiga, volijeri za afričke ptice, nove nastambe, šetnice, ugostiteljski objekti i igrališta.[76]
- 17. listopada – Snažan potres jačine 6,9 stupnjeva pogodio je obale otoka Nova Britanija u Papui Novoj Gvineji, a osjetio se u Port Moresbyju uadljenom 750 kilometara.[77]
  - Posljednji kralj Ruande Kigeli V. (punim imenom Jean-Baptiste Ndahindurwa) umro je u SAD-u.[78]
  - Potres jačine 6,4 stupnja Richterove ljestvice pogodio rijetko naseljeno himalajsko područje Tibeta u pokrajini Jušu.[79]
  - Više od 2000 gradova i općina država članica Europske unije potpisali su Barcelonsku deklaraciju o stvaranju zona i gradova slobodnih od sporazuma TTIP-a, CETA-e i TISA-e.[80]
- 18. listopada – WikiLeaks objavio kontroverzne emailove Hillary Clinton u kojima je otkriveno tajno djelovanje američkih snaga u Iraku, Siriji, Iranu, dogovori s Kinom oko širenja teritorija te planovi za napad Sjeverne Koreje.[81]
- 21. listopada – Slovenska skijašica Tina Maze, osvajačica dva olimpijska zlatai srebra te pobjednica Svjetskog kupa, objavila je završetak svoje karijere.[82]
  - Španjolski arheolozi otkrili da su u pećini Altamiri prikazani Higsovi bizoni, vrsta bizona koja se bolje prilagodila na životne uvjete Ledenoga doba te tako preživjela.[83]
- Na izborima za Seimas u Litvi Savez seljaka i zelenih (LGPU) osvojio je 56 zastupničkih mjesta ispred konzervativaca Saveza domovine s 30 mjesta i socijaldemokrata premijera Algirdasa Butkevičiusa sa 17 zastupnika. Za novoga predsjednika vlade izabran je vođa LGPU-a Saulius Skvernelis.[84]

### Studeni
- 17. studenog – Trgovački sud u Varaždinu obrisao je poslovni subjekt Međimurska trikotaža d.d. Čakovec iz svog registra.[85]
- 24. studenog – U Egiptu otkriven više od 7 000 godina star grad i groblje, 400 m od hrama Setija I. nadomak današnjeg Luksora.[86]
- 30. studenog – Ispod supermarketa u Ciudad de Méxicu otkriven više od 650 godina star hram posvećen astečkom bogu Ehécatl-Quetzalcóatlu.[87]

### Prosinac
- 6. prosinca – U potresu u provinciji Aceh na sjeveru indonezijskog otoka Sumatre poginulo je 102, nestalo 2, ranjeno 1 273 te raseljeno 12 300 ljudi.[88]
- 14. prosinca – Vaterpolski klub Jug iz Dubrovnika okrunio je savršenu sezonu osvajanjem rekordnoga petog trofeja, nadmoćno pobijedivši u Europskom superkupu talijansku Bresciu 10:4 (nakon triju četvrtina 7:0).[89]
- 31. prosinca – Pokemon GO najtraženiji pojam na Google-u

## Šport
Kronologija najvažnijh događanja u športu tijekom 2016. godini:
- 10. siječnja – 23. siječnja Vaterpolo: Europsko prvenstvo u vaterpolu – Beograd 2016.
- 10. siječnja – 22. siječnja Vaterpolo: Europsko prvenstvo u vaterpolu za žene – Beograd 2016.
- 11. siječnja Nogomet: Argentinac Lionel Messi peti put proglašen najboljim nogometašom svijeta.[90]
- 15. siječnja – 31. siječnja Rukomet: Europsko prvenstvo u rukometu – Poljska 2016., naslov europskog prvaka osvojila je Njemačka, u završnici bolja od Španjolske.
- 15. siječnja – 28. siječnja Rukomet: Azijsko prvenstvo u rukometu – Bahrein 2016., naslov je pripao Kataru, koji je u završnici pobijedio domaćina. Treći je bio Japan.
- 16. siječnja – 7. veljače Nogomet: Afrički kup nacija, pobjednik turnira je DR Kongo.
- 18. siječnja – 31. siječnja Tenis: Australian Open, u muškoj konkurenciji slavio Novak Đoković, u ženskoj Angelique Kerber.
- 25. siječnja – 31. siječnja Klizanje: Europsko prvenstvo u umjetničkom klizanju održano u slovačkoj Bratislavi.
- 2. veljače – 13. veljače Futsal: Europsko futsal prvenstvo održano u Beogradu. Naslov je osvojila Španjolska, pobijedivši u završnici Rusiju. Treć je bio Kazahstan, koji je u borbi za broncu pobijedio domaćina.
- 7. veljače Američki nogomet: Super Bowl 50: Carolina Panthers izgubila od Denver Broncosana Levijevom stadionu u gradu Santa Clara, Kalifornija.
- 26. veljače Nogomet: Švicarac Gianni Infantino izabran je za predsjednika FIFA-e.
- 26. veljače – 6. ožujka Viešportski događaj: II. Zimske olimpijske igre mladih – Lillehammer, Norveška
- 7. ožujka – 20. ožujka Atletika: Svjetsko dvoransko prvenstvo u atletici 2016. – Portland, SAD
- 8. ožujka – 13. ožujka Hrvanje: Europsko prvenstvo u hrvanju održano u latvijskoj Rigi. Ekipni pobjednik turnira bila je Rusija.
- 5. – 8. svibnja Karate: 51. Europsko prvenstvo u karateu održano je u francuskom gradu Montpellieru. Na prvenstvu se natjecalo 515 karatista iz 46 europskih država u 16 natjecanja.[91][92]
- 6. – 8. svibnja Veslanje: Europsko prvenstvo u veslanju 2016. u njemačkom gradu Brandenburgu.[93] Na prvenstvu je nastupilo 520 športaša[94] (od čega 63% muškaraca) iz 34 europskih zemalja, čiji su nacionalni veslački savezi članice FISA-e.[95][96]
- 24. – 29. svibnja Kuglanje: 16. Europsko prvenstvo u kuglanju za slijepe i slabovidne u Koprivnici, Hrvatska[97][98]
- 28. svibnja – 11. lipnja Nogomet: Oceanijsko prvenstvo u nogometu – Papua Nova Gvineja 2016.[99]
- 3. lipnja – 26. lipnja Nogomet: Copa América Centenario, južnoamerički naslov osvojio je Čile.
- 10. lipnja – 10. srpnja Nogomet: Europsko prvenstvo u nogometu – Francuska 2016., europski naslov osvojio je Portugal, koji je u završnici pobijedio domaćina.
- 5. kolovoza – 21. kolovoza Višešportki događaj: XXXI. Olimpijske igre – Rio de Janeiro 2016., Brazil – športski događaj godine; prve olimpijske igre u Južnoj Americi
- 21. – 28. kolovoza Veslanje: Svjetsko prvenstvo u veslanju – Willem-Alexander Baan 2016.[100]
- 13.studeni napadi u francuskoj
- 25. studenog – 27. studenog Tenis Završnica Davis Cupa igrana je u Zagrebu između Hrvatske i Argentine, koja je osvojila svoj prvi naslov.
- 4. prosinca – 18. prosinca Rukomet: Europsko prvenstvo u rukometu za žene – Švedska 2016., europskim prvakom postaje Norveška
- 8. prosinca – 18. prosinca Nogomet: FIFA Svjetsko klupsko prvenstvo 2016., održano u Japanu. Naslov prvaka osvojio je španjolski Real Madrid.
- 10. prosinca – 11. prosinca Hrvanje: Svjetsko prvenstvo u hrvanju održano u Budimpešti.

## Vjerski događaji
- Jubilej godine milosrđa

## Obljetnice i godišnjice
- 450. obljetnica Sigetske bitke i junačke pogibelji Nikole Šubića Zrinskog[101] (8. rujna 1566.)
- 200. obljetnica rođenja filologa i polihistora Bogoslava Šuleka[102] (20. travnja 1816.)
- 170. obljetnica djelovanja Hrvatskoga šumarskoga društva.
- 140. obljetnica neprekidnoga izlaženja Šumarskoga lista.
- 100. obljetnica izdanja knjige Priče iz davnine (1916.)
- 100. obljetnica smrti Franje Josipa I., austrijskog cara i ugarsko-hrvatskog i češkog kralja (21. studenoga 1916.)
- 100. obljetnica otvorenja u cijelosti izgrađene Transsibirske željeznice[103] (24. listopada 1916.)

## Rođenja
- 2. ožujka – Princ Oskar, vojvoda od Skåne[104]
- 19. travnja – Princ Aleksandar, vojvoda od Södermanlanda

## Smrti

### Siječanj
- 1. siječnja – Vilmos Zsigmond, mađarsko-američki kinematograf (* 1930.)
- 2. siječnja – Nimr al-Nimr, saudijski šeik i ajatolah (* 1959.)
- 2. siječnja – Michel Delpech, francuski pjevač, tekstopisac i glumac (* 1946.)
- 3. siječnja – Paul Bley, kanadski pijanist (* 1932.)
- 3. siječnja – Peter Naur, danski računalni znanstvenik (* 1928.)
- 4. siječnja – Michel Galabru, francuski glumac (* 1922.)
- 5. siječnja – Pierre Boulez, francuski skladatelj, dirigent i pisac (* 1925.)
- 6. siječnja – Silvana Pampanini, talijanska glumica (* 1925.)
- 7. siječnja – Ashraf Pahlavi, iranska princeza (* 1919.)
- 7. siječnja – André Courrèges, francuski modni dizajner (* 1923.)
- 8. siječnja – Maria Teresa de Filippis, talijanski vozač utrka (* 1926.)
- 10. siječnja – David Bowie, britanski rock-glazbenik i glumac (* 1947.)
- 12. siječnja – Marin Kovačić, hrvatski nogometaš i nogometni trener (* 1943.)
- 14. siječnja – René Angélil, kanadski pjevač i menadžer (* 1942.)
- 14. siječnja – Alan Rickman, britanski glumac i redatelj (* 1946.)
- 18. siječnja – Glenn Frey, američki glazbenik (* 1948.)
- 18. siječnja – Michel Tournier, francuski pisac (* 1924.)
- 19. siječnja – Ettore Scola, talijanski scenarist i filmski redatelj (* 1931.)
- 23. siječnja – Josip Friščić, hrvatski političar (* 1949.)
- 23. siječnja – Žuži Jelinek, hrvatska spisateljica i stilistica (* 1920.)
- 24. siječnja – Marvin Minsky, američki kognitivni znanstvenik (* 1927.)
- 26. siječnja – Colin Vearncombe, britanski glazbenik  (* 1962.)
- 26. siječnja – Abe Vigoda, američki glumac (* 1921.)
- 28. siječnja – Paul Kantner, američki gitarist i pjevač (* 1941.)
- 28. siječnja – Nada Subotić, hrvatska glumica (* 1931.)[105]
- 29. siječnja – Jean-Marie Doré, 11. premijer Gvineje (* 1938.)
- 29. siječnja – Jacques Rivette, francuski filmski redatelj (* 1928.)
- 30. siječnja – Francisco Flores Pérez, salvadorski predsjednik (* 1959.)
- 30. siječnja – Frank Finlay, britanski glumac (* 1926.)
- 31. siječnja – Terry Wogan, irski radijski i televizijski voditelj (* 1938.)

### Veljača
- 1. veljače – Óscar Humberto Mejía Victores, predsjednik Gvatemale (* 1930.)
- 3. veljače – Maurice White, američki pjevač i tekstopisac (* 1941.)[106][107]
- 3. veljače – Joe Alaskey, američki glumac i komičar (* 1952.)
- 4. veljače – Dave Mirra, američki ekstremni športaš (* 1974.)
- 4. veljače – Edgar Mitchell, američki astronaut (* 1930.)
- 9. veljače – Sushil Koirala, 37. premijer Nepala (* 1939.)
- 9. veljače – Sibghatullah Mojaddedi, predsjednik Afganistana (* 1926.)
- 13. veljače – Trifon Ivanov, bugarski nogometaš (* 1965.)
- 13. veljače – Slobodan Santrač, srpski nogometaš (* 1946.)
- 15. veljače – George Gaynes, američki televizijski i kazališni glumac (* 1917.)[108][109]
- 16. veljače – Srđan Dizdarević, bosanskohercegovački novinar i diplomat (* 1952.)[110][111]
- 16. veljače – Boutros Boutros-Ghali, bivši generalni tajnik UN-a (* 1922.)
- 17. veljače – Mohamed Hassanein Heikal, egipatski novinar (* 1923.)
- 17. veljače – Andrzej Żuławski, poljski redatelj i pisac (* 1940.)
- 19. veljače – Harper Lee, američka književnica (Ubiti pticu rugalicu) (* 1926.)[112][113][114]
- 19. veljače – Umberto Eco, talijanski romanopisac, esejist, filozof i jezikoslovac (* 1932.)[115][116][117]
- 22. veljače – Douglas Slocombe, britanski kinematograf (* 1912.)
- 23. veljače – Slobodan Lang, hrvatski političar, liječnik i humanitarac (* 1945.)[118][119][120]
- 23. veljače – Donald E. Williams, američki astronaut (* 1942.)
- 25. veljače – Tony Burton, američki filmski glumac i boksač (* 1937.)[121][122]
- 28. veljače – George Kennedy, američki filmski glumac (* 1925.)[123][124]
- 29. veljače – Hannes Löhr, njemački nogometaš (* 1942.)
- 29. veljače – José Parra Martínez, španjolski nogometaš (* 1925.)

### Ožujak
- 5. ožujka – Hassan Al-Turabi, sudanski duhovni vođa (* 1932.)
- 5. ožujka – Nikolaus Harnoncourt, austrijski dirigent (* 1929.)
- 5. ožujka – Ray Tomlinson, američki računalni programer (* 1941.)
- 6. ožujka – Nancy Reagan, američka glumica i prva dama SAD-a (* 1921.)
- 8. ožujka – Sir George Martin, engleski producent, skladatelj, aranžer i inženjer (* 1926.)
- 9. ožujka – Nana Vasconcelos, brazilski jazz bubnjar i pjevač (* 1944.)
- 9. ožujka – Lepa Smoje, hrvatska plesna koreografkinja i supruga Miljenka Smoje (* 1920.)
- 10. ožujka – Anita Brookner, britanski romanopisac (* 1928.)
- 10. ožujka – Keith Emerson, britanski glazbenik (* 1944.)
- 10. ožujka – Roberto Perfumo argentinski nogometaš i športski komentator (* 1942.)
- 11. ožujka – Iolanda Balaș, rumunjska atletičarka (* 1936.)
- 11. ožujka – Dragan Nikolić, srpski glumac (* 1943.)
- 12. ožujka – Lloyd Shapley, američki matematičar, dobitnik Nobelove nagrade (* 1923.)
- 13. ožujka – Hilary Putnam, američki filozof, matematičar i računalni znanstvenik (* 1926.)
- 14. ožujka – Peter Maxwell Davies, engleski skladatelj i dirigent (* 1934.)
- 17. ožujka – Larry Drake, američki glumac (* 1950.)
- 17. ožujka – Meir Dagan, izraelski general (* 1945.)
- 18. ožujka – Guido Westerwelle, njemački političar (* 1961.)
- 18. ožujka – Lothar Späth, njemački političar (* 1937.)
- 19. ožujka – Ante Sekulić, hrvatski književnik, jezikoslovac, kulturni povjesničar (* 1920.)
- 20. ožujka – Anker Joergensen, danski premijer (* 1922.)
- 22. ožujka – Rob Ford, kanadski političar (* 1969.)
- 23. ožujka – Ken Howard, američki glumac (* 1944.)
- 24. ožujka – Johan Cruijff, nizozemski nogometaš (* 1947.)
- 24. ožujka – Roger Cicero, njemački jazz i pop glazbenik (* 1970.)
- 24. ožujka – Garry Shandling, američki glumac i komičar (* 1949.)
- 26. ožujka – Raúl Cárdenas, meksički nogometaš i trener (* 1928.)
- 27. ožujka – Majka Angelica, američka redovnica i tv-voditeljica (* 1923.)
- 29. ožujka – Patty Duke, američka glumica (* 1946.
- 31. ožujka – Zaha Hadid, britanska arhitektica i dizajnerica, iračkog podrijetla (* 1950.)
- 31. ožujka – Hans-Dietrich Genscher, njemački političar (* 1927.)
- 31. ožujka – Georges Cottier, švicarski kardinal (* 1922.)
- 31. ožujka – Imre Kertész, mađarski autor i nobelovac (* 1929.)

### Travanj
- 2. travnja – Žan Ojdanić, hrvatski malonogometaš, padobranac, dječji glumac i nekadašnji predsjednik navijačke skupine Torcida iz Splita (* 1971.)[125]
- 3. travnja – Joe Medicine Crow, zadnji ratni indijanski poglavica u SAD-u (* 1913.)[126]
- 3. travnja – Cesare Maldini, talijanski nogometaš i menadžer (* 1932.)
- 3. travnja – Kōji Wada, japanski rock pjevač (* 1974.)
- 4. travnja – Chus Lampreave, španjolska glumica (* 1930.)
- 6. travnja – Merle Haggard, američki country pjevač (* 1937.)[127]
- 7. travnja – Vladimir Kagan, američki dizajner namještaja (* 1927.)
- 9. travnja – Juris Ekmanis, latvijski akademik i predsjednik Latvijske akademije znanosti (* 1941.)
- 10. travnja – Henryk Średnicki, poljski boksač (* 1955.)[128]
- 12. travnja – Tomaž Pandur, slovenski kazališni redatelj (* 1963.)[129]
- 14. travnja – Ilija Ivezić, hrvatski filmski, kazališni i televizijski glumac (* 1926.)[130]
- 17. travnja – Doris Roberts, američka filmska i televizijska glumica (* 1925.)[131]
- 19. travnja – Patricio Aylwin, čileanski političar i Predsjednik Čilea (1990. – 1994.) (* 1918.)[132]
- 21. travnja
  - Guy Hamilton, britanski filmski redatelj (* 1922.)[133][134]
  - Prince, američki tekstopisac i pjevač (* 1958.)[135][136][137]
  - Ferenc Paragi, mađarski bacač koplja i bivši držač svjetskog rekorda (* 1953.)[138]
- 22. travnja – Ojārs Grīnbergs, latvijski i sovjetski pjevač i političar (* 1942.)[139]
- 23. travnja
  - Banharn Silpa-archa, 21. tajlandski premijer (1995. – 1996.) i političar (* 1932.)[140]
  - Paul Hisao Yasuda, japanski katolički svećenik i nadbiskup Osake (* 1921.)[141]
- 24. travnja – Klaus Siebert, njemački biatlonac i dvostruki svjetski prvak (1978., 1979.) i olimpijski doprvak (1980.) (* 1955.)
- 25. travnja – Martin Gray, poljski pisac i žrtva Holokausta (* 1922.)
- 26. travnja – Lucy Kibaki, kenijska političarka i prva dama države (2002. – 2013.) (* 1934.)[142]
- 27. travnja – Gabriele Sima, austrijska operna pjevačica (* 1955.)
- 28. travnja – René Hausman, belgijski crtač stripova i likovni umjetnik (* 1936.)[143]
- 29. travnja – Dmitro Hnatjuk, ukrajinski i sovjetski glazbenik, operni pjevač, pedagog i profeso (* 1925.)[144]
- 30. travnja – Harry Kroto, britanski kemičar i dobitnik Nobelove nagrade za kemiju za otkriće fulerena (* 1939.)[145]

### Svibanj
- 1. svibnja – Niklas Feierabend, njemački nogometaš, igrač Hannovera 96 (* 1997.)[146]
- 2. svibnja – Karel Pečko, slovenski likovni umjetnik i akademik (* 1920.)[147]
- 3. svibnja
  - Tadeusz Gocłowski, poljski nadbiskup i prelat Katoličke Crkve (* 1931.)
  - Karol Machata, slovački filmski glumac, dobitnik nagrade OTO i član OTO kuće slavnih (* 1928.)[148]
- 4. svibnja – Jean-Baptiste Bagaza, burundijski političar i predsjednik Burundija (1976. – 1987.) (* 1946.)[149]
- 17. svibnja – Guy Clark, američki pjevač i tekstopisac (* 1941.)[150]
- 21. svibnja – Nick Menza, američki bunjar njemačkog podrijetla (* 1964.)
- 22. svibnja – Bata Živojinović, srpski filmski i televizijski glumac (* 1933.)[151]

### Lipanj
- 3. lipnja – Muhammad Ali, američki boksač, najveći boksač teške kategorije, jedan od najvećih športaša 20. stoljeća. (* 1942.)
- 12. lipnja – Žarko Prebil, hrvatski baletni umjetnik i pedagog (* 1934.)
- 19. lipnja – Anton Yelchin, američki filmski i televizijski glumac ruskog podrijetla (* 1981.)
- 19. lipnja – Götz George, njemački glumac (* 1938.)
- 27. lipnja – Bud Spencer, talijanski glumac (* 1929.)

### Srpanj
- 12. srpnja – Goran Hadžić, srpski političar i haški optuženik za ratne zločine (* 1958.)[152]
- 31. srpnja – Nikša Njirić, hrvatski skladatelj, glazbeni pedagog i muzikolog (* 1927.)[153]

### Kolovoz
- 29. kolovoza – Gene Wilder, američki glumac i komičar (* 1933.)

### Rujan
- 10. rujna – Jure Radić, hrvatski političar (* 1953.)
- 18. rujna – Osman Arnautović, bosanskohercegovački prevoditelj i pisac (* 1948.)

### Listopad
- 1. listopada – Jagoda Kaloper, hrvatska glumica i slikarica (* 1947.)
- 1. listopada – Vinko Kužina, hrvatski kulturni djelatnik (* 1921.)[154]
- 13. listopada – Rama IX., tajlandski kralj (* 1927.)[155]
- 22. listopada – Valerija Zaklunna, ukrajinska glumica i političarka (* 1942.)[156]
- 24. listopada – Jorge Batlle Ibáñez, urugvajski političar i predsjednik (2000. – 2005.) (* 1927.)[157]
- 25. listopada – Pete Burns, frontmen grupe Dead or Alive (* 1959.)[158]
- 25. listopada – Bara Margit mađarska filmska i televizijska glumica (* 1928.)[159]

### Studeni
- 25. studenog – Fidel Castro, kubanski revolucionar i državnik (* 1926.)[160]
- 30. studenog – Ante Stamać, hrvatski akademik, pjesnik, teoretičar književnosti, esejist i prevoditelj (* 1939.)[161]

### Prosinac
- 7. prosinca
  - Paul Elvstrøm, danski jedriličar (* 1928.)
  - Greg Lake, engleski pjevač i glazbenik (* 1947)
- 11. prosinca – Esma Redžepova,  makedonska pjevačica romske glazbe (* 1943.)
- 25. prosinca – George Michael, britanski pjevač  (* 1963.)
- 27. prosinca – Carrie Fisher, američka glumica, spisateljica i komičarka (* 1956.)
- 28. prosinca – Debbie Reynolds, američka glumica (* 1932.)
- 30. prosinca – Tyrus Wong, američki filmski i likovni umjetnik (* 1910.)

## Nobelove nagrade
- Kemija: Ben Feringa, Jean-Pierre Sauvage, Fraser Stoddart
- Ekonomija:  Oliver Hart, Bengt Holmström
- Književnost: Bob Dylan
- Mir: Juan Manuel Santos
- Fizika: John M. Kosterlitz, Duncan Haldane, David J. Thouless
- Fiziologija ili medicina: Yoshinori Ohsumi

## Vanjske poveznice
|  | Zajednički poslužitelj ima još gradiva o temi 2016. |